# Rutas de América
L'épreuve Rutas de América est une course par étapes uruguayenne. Elle se déroule aux mois de février-mars. Elle fait partie du calendrier de l'UCI America Tour de 2009 à 2012.
L'édition 2021 est annulée en raison de la pandémie de Covid-19.

## Palmarès
| Année | Vainqueur                 | Deuxième                   | Troisième                  |
| ----- | ------------------------- | -------------------------- | -------------------------- |
| 1972  | Luis Sosa                 | Roberto Vargas             | Walter Tardáguila (en)     |
| 1973  | Carlos Alcantara          | Walter Garre (de)          | Alberto Ferrazán           |
| 1974  | Waldemar Pedrazzi (de)    | Luis Conde                 | Luis Vásquez               |
| 1975  | Néstor Danilo Berti       | Adán Mansilla              | Saúl Alcántara             |
| 1976  | Ramón Cañete (de)         | Wilder Fagúndez            | Walter Tardáguila (en)     |
| 1977  | Ricardo Rondán (de)       | Saúl Alcántara             | Wilder Fagúndez            |
| 1978  | Carlos Alcantara          | Juan da Silva              | Gregorio Gadea             |
| 1979  | Víctor Hugo González      | Eduardo Rodríguez          | Héctor Scayola             |
| 1980  | Carlos Alcantara          | Washington Díaz (de)       | Carlos Zárate              |
| 1981  | José Roselló (de)         | Washington Silva           | Juan da Silva              |
| 1982  | Federico Moreira          | Eduardo Trillini           | Juan Carlos Haedo (en)     |
| 1983  | Pedro Pais                | Federico Moreira           | Oswaldo Frossasco (en)     |
| 1984  | José Asconeguy (es)       | Gilson Alvaristo (pt)      | Ricardo Rondán (de)        |
| 1985  | Ricardo Rondán (de)       | Waldemar Correa (de)       | Sergio Corujo              |
| 1986  | Wanderley Magalhães (pt)  | Jorge Mansilla             | Gustavo de los Santos      |
| 1987  | Marcos Mazzaron (pt)      | Alcides Etcheverry (en)    | Ernesto Martínez           |
| 1988  | Federico Moreira          | Carlos García González     | José Maneiro (es)          |
| 1989  | Eduardo Trillini          | Sergio Tesitore (es)       | Juan Eduardo Ikatch        |
| 1990  | José Maria Orlando        | Federico Moreira           | Nicolás Galeano            |
| 1991  | Pablo Elizalde            | Alejandro Beldorati        | Fernando Britos            |
| 1992  | Gustavo Artacho           | Milton Wynants             | Roberto Prezioso           |
| 1993  | Pablo Elizalde            | Luis Huvat                 | Milton Wynants             |
| 1994  | Sergio Tesitore (es)      | Sergio Llamazares (en)     | Viatcheslav Djavanian      |
| 1995  | Gustavo Figueredo (es)    | Claus Michael Møller       | Sergio Tesitore (es)       |
| 1996  | Sven Teutenberg           | Eduardo Camarano           | Marty Jemison              |
| 1997  | Federico Moreira          | Walter Rafael Silva        | Gustavo Figueredo (es)     |
| 1998  | Milton Wynants            | Daniel Fuentes (es)        | Hernán Cline               |
| 1999  | Emilio Carricondo         | Walter Pérez               | Javier Gómez Gallego (de)  |
| 2000  | Gustavo Figueredo (es)    | Alejandro Actón            | Carlos Sebastián Quiroga   |
| 2001  | Javier Gómez Gallego (de) | Federico Moreira           | Hernán Cline               |
| 2002  | Héctor Morales            | Jorge Bravo                | Roman Luhovyy              |
| 2003  | Miguel Direnna (es)       | Luis Alberto Martínez (es) | Héctor Morales             |
| 2004  | Matías Médici             | Miguel Direnna (es)        | Luis Alberto Martínez (es) |
| 2005  | Matías Médici             | Miguel Direnna (es)        | Luis Alberto Martínez (es) |
| 2006  | Elanio Rodríguez          | Luis Alberto Martínez (es) | Sebastián Cancio           |
| 2007  | Milton Wynants            | Jorge Bravo                | Richard Mascarañas         |
| 2008  | Cristian Villanueva (de)  | Mauricio Maquia            | Álvaro Tardáguila (es)     |
| 2009  | Hernán Cline              | Ramiro Cabrera             | Daniel Fuentes (es)        |
| 2010  | Hernán Cline              | Magno Nazaret              | Richard Mascarañas         |
| 2011  | Jorge Soto                | Néstor Pías                | Jorge Bravo                |
| 2012  | Jorge Soto                | Matías Presa               | Matías Médici              |
| 2013  | Laureano Rosas            | Roderyck Asconeguy         | Néstor Pías                |
| 2014  | Héctor Aguilar            | Matías Presa               | Román Mastrángelo          |
| 2015  | Néstor Pías               | Matías Presa               | Bilker Castro              |
| 2016  | Héctor Aguilar            | Roderyck Asconeguy         | Carlos Cabrera             |
| 2017  | Matías Médici             | Matías Presa               | Ignacio Maldonado          |
| 2018  | Matías Presa              | Ignacio Maldonado          | Néstor Pías                |
| 2019  | Matías Presa              | Agustín Moreira            | Anderson Maldonado         |
| 2020  | Agustín Moreira           | Robert Méndez              | Andrés Rodríguez           |
| 2021  | annulé                    | annulé                     | annulé                     |
| 2022  | Jorge Giacinti            | Agustín Moreira            | Roderyck Asconeguy         |
| 2023  | Matías Presa              | Jorge Giacinti             | Roderyck Asconeguy         |
| 2024  | Agustín Moreira           | Roderyck Asconeguy         | Anderson Maldonado         |
| 2025  | Ignacio Maldonado         | Sergio Fredes              | Matías Presa               |